# Polders van Hontenisse en Ossenisse
De Polders van Hontenisse en Ossenisse vormen een van de oudste poldercomplexen van Oost-Zeeuws-Vlaanderen.
Reeds in 1183 werden de schorren in dit gebied door Graaf Filips I van Vlaanderen aan de Sint-Pietersabdij te Gent. Deze monniken gingen niet tot bedijking over, waarop Graaf Boudewijn IX hetzelfde gebied in 1196 schonk aan de Abdij Ten Duinen. Sinds die tijd vonden hier bedijkingen plaats. De monniken stichtten een uithof, Hof te Zande genaamd, waarbij later Kloosterzande ontstond. In 1210 stichtten zij een tweede uithof, Noordhof genaamd, nabij het huidige Walsoorden.
Tot het complex behoren de volgende polders:
- Zandpolder
- Mariapolder
- Noordhofpolder
- Perkpolder
- Kievitpolder
- Molenpolder
- Burghpolder
- Zoutepolder
- Nijspolder
- Hooglandpolder
- Ser-Arendspolder
- Groote Hengstdijkpolder
- Kleine Hengstdijkpolder
- Rummersdijkpolder
- Schaperspolder
- Noorddijkpolder
- Kruispolder
- Wilhelmuspolder

In dit complex liggen de volgende dorpen: Kloosterzande, Walsoorden, Ossenisse en Hengstdijk.